# Juan Carlos Villamayor
Juan Carlos Villamayor est un footballeur paraguayen né le 5 mars 1969. Il évoluait au poste de défenseur.